# Gerhard Hennig (Offizier)
Gerhard Hennig (* 22. November 1897 in Stettin; † nach 1946) war ein deutscher Kapitän zur See der Kriegsmarine und von 1943 bis Kriegsende einziger Höherer Kommandeur der Schiffsartillerieschulen.

## Leben
Gerhard Hennig trat 1918 in die Kaiserliche Marine ein.
Nach dem Krieg wurde er in die Reichsmarine übernommen und wurde am 26. März 1921 Fähnrich zur See. Als Oberleutnant zur See (Beförderung am 1. Juli 1925) war er 1931 zur Verfügung des Chefs der Marineleitung gesetzt und an die Technische Hochschule Berlin kommandiert. Ab Dezember 1938 war er für ein Jahr Erster Artillerieoffizier auf der Köln. Anschließend war er bis Juli 1943 im Stab des Marinewaffenhauptamtes im OKM. Am 1. September 1942 wurde er zum Kapitän zur See befördert. 
Ab August 1943 war er kurz Kommandeur der Schiffsartillerieschule Kiel. Im Oktober 1943 wurde die Schiffsartillerieschule Kiel aufgeteilt und der Höhere Kommandeur der Schiffsartillerieschulen mit Sitz in Sassnitz eingerichtet. Hennig wurde Höherer Kommandeur der Schiffartillerieschulen, was er bis Kriegsende blieb.
Zu Kriegsende kam er in Kriegsgefangenschaft, aus welcher er am 3. März 1946 entlassen wurde.